# Notropis greenei
Notropis greenei és una espècie de peix cipriniforme de la família dels ciprínids.

## Morfologia
Els mascles poden assolir els 7,5 cm de longitud total.

## Distribució geogràfica
Es troba a Nord-amèrica: sud de Missouri, nord d'Arkansas i nord-est d'Oklahoma.